# Ходкув-Старий
Ходкув-Старий (пол. Chodków Stary) — село в Польщі, у гміні Лонюв Сандомирського повіту Свентокшиського воєводства.
Населення — 182 особи (2011).
У 1975-1998 роках село належало до Тарнобжезького воєводства.

## Демографія
Демографічна структура на день 31 березня 2011 року:
|          | Загалом | Допрацездатний вік | Працездатний вік | Постпрацездатний вік |
| -------- | ------- | ------------------ | ---------------- | -------------------- |
| Чоловіки | 92      | 23                 | 63               | 6                    |
| Жінки    | 90      | 18                 | 48               | 24                   |
| Разом    | 182     | 41                 | 111              | 30                   |